# Pietro Paolo Mazzichi
Pietro Paolo Mazzichi (Assisi, 24 agosto 1756 – Montalto delle Marche, 9 maggio 1823) è stato un vescovo cattolico italiano.

## Biografia
Pietro Paolo Mazzichi nacque il 24 agosto 1756 ad Assisi, legazione di Perugia e dell'Umbria e diocesi di Assisi (oggi diocesi di Assisi-Nocera Umbra-Gualdo Tadino), nella parte centrale dello Stato Pontificio.

### Formazione e ministero sacerdotale
Deciso a seguire la vocazione al sacerdozio, compì gli studi a Perugia. Ricevette l'ordinazione sacerdotale il 20 maggio 1780 incardinandosi, ventitreenne, come presbitero della diocesi di Assisi. Ritornò poi nella nativa Assisi, dove svolse l'incarico di pro-vicario generale per quasi trent'anni.
Dopo l'annessione dello Stato Pontificio al Primo impero francese, il 15 luglio 1809 la legazione di Perugia e dell'Umbria venne soppressa e sostituita dal Dipartimento del Trasimeno: rifiutatosi di prestare giuramento al governo anticlericale, venne deportato ed incarcerato prima a Bologna e poi in Corsica. Dopo la caduta di Napoleone poté ritornare al suo ruolo di vicario generale, svolto fino alla promozione all'episcopato.

### Ministero episcopale
Il 14 aprile 1817 papa Pio VII lo nominò, sessantenne, vescovo di Montalto; succedette al cinquantaquattrenne Francesco Saverio Castiglioni, trasferito il precedente 8 marzo alla sede di Cesena e contestualmente creato cardinale, il quale verrà poi eletto papa con il nome di Pio VIII. Ricevette la consacrazione episcopale il 4 maggio seguente a Roma, per imposizione delle mani del cardinale Lorenzo Litta, prefetto della Congregazione di Propaganda Fide, assistito dai co-consacranti Giovanni Francesco Guerrieri, arcivescovo titolare di Atene, e Candido Maria Frattini, arcivescovo titolare di Filippi e vicegerente della diocesi di Roma. L'8 maggio venne anche nominato assistente al Soglio Pontificio.
Giunto a Montalto delle Marche, prese possesso della diocesi durante una cerimonia svoltasi presso la cattedrale di Santa Maria Assunta. Subito dopo annunciò la visita pastorale, visitando il clero ed i fedeli di tutti i luoghi della diocesi tra il 1817 e il 1819.
Acquistò i ruderi di due palazzi, posti di fronte alla cattedrale, la costruzione dei quali era stata iniziata da papa Sisto V, nativo e benefattore della città, e che alla sua morte erano rimasti incompiuti; incaricò poi l'architetto svizzero Pietro Maggi di progettare e realizzare una struttura adeguata ad accogliere il seminario diocesano di Montalto. L'edificio, di fattezze e volumetrie completamente differenti dal progetto iniziale di epoca sistina, venne completato nel 1825.
Morì il 9 maggio 1823 a Montalto, all'età di sessantasei anni, dopo cinque anni di governo pastorale. Al termine dei solenni funerali, la salma venne tumulata nella cripta della cattedrale.

## Genealogia episcopale
La genealogia episcopale è:
- Cardinale Scipione Rebiba
- Cardinale Giulio Antonio Santori
- Cardinale Girolamo Bernerio, O.P.
- Arcivescovo Galeazzo Sanvitale
- Cardinale Ludovico Ludovisi
- Cardinale Luigi Caetani
- Cardinale Ulderico Carpegna
- Cardinale Paluzzo Paluzzi Altieri degli Albertoni
- Papa Benedetto XIII
- Papa Benedetto XIV
- Papa Clemente XIII
- Cardinale Luigi Valenti Gonzaga
- Cardinale Lorenzo Litta
- Vescovo Pietro Paolo Mazzichi